# Thymoites peruanus
Thymoites peruanus là một loài nhện trong họ Theridiidae.
Loài này thuộc chi Thymoites. Thymoites peruanus được Eugen von Keyserling miêu tả năm 1886.